# Paramacna arnea
Paramacna arnea är en fjärilsart som beskrevs av Pieter Cramer 1775. Paramacna arnea ingår i släktet Paramacna och familjen mott. Inga underarter finns listade i Catalogue of Life.

## Bildgalleri

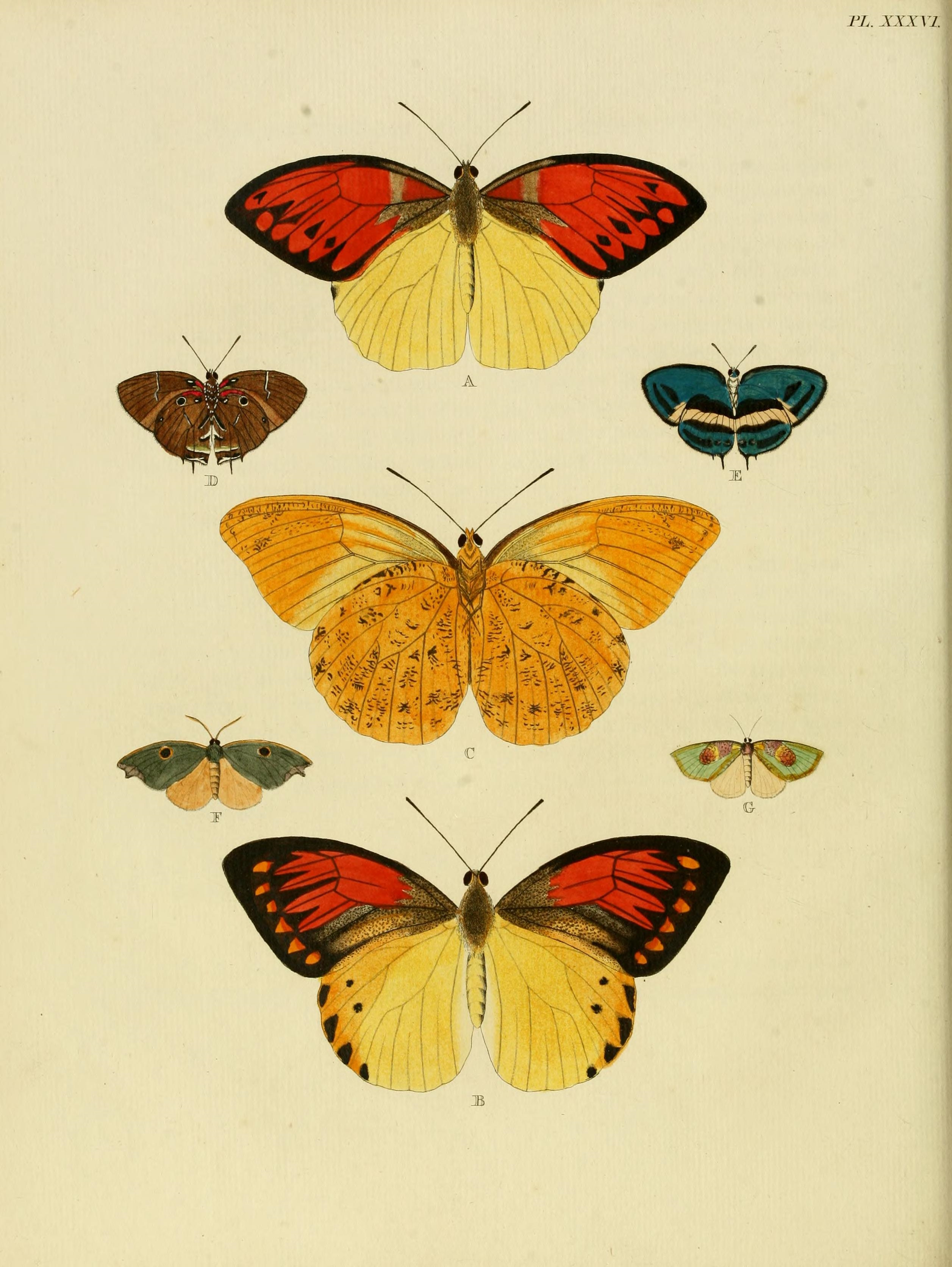